# Bezirksgemeinschaft
Eine Bezirksgemeinschaft ist eine Gebietskörperschaft des öffentlichen Rechts in der Autonomen Region Trentino-Südtirol. Die Bezirksgemeinschaften umfassen mehrere geographisch naheliegende Gemeinden derselben Provinz und unterstehen jeweils der Autonomen Provinz Bozen – Südtirol oder der Autonomen Provinz Trient. In letzterer wurden die Bezirksgemeinschaften durch eine Gesetzesreform 2006 von den Talgemeinschaften abgelöst.

## Südtirol
In Südtirol (Italien) bezeichnet Bezirksgemeinschaft einen von Gemeinden gebildeten Zweckverband. Diese auf Italienisch Comprensorio bzw. Comunità comprensoriale genannte Einheit kann in etwa mit einem österreichischen Bezirk bzw. einem deutschen Landkreis verglichen werden.
Grundlage der Bezirksgemeinschaften war das Dekret des Präsidenten der Republik Nr. 987 vom 10. Juni 1955, in welchem festgelegt wurde, dass sich mehrere Gemeinden, deren Gebiete zum Berggebiet erklärt worden sind, zu einem „Dauerhaften Zweckverband“ (Tal oder Berggemeinschaft genannt) zusammenschließen können. Die Zusammenarbeit der Gemeinden erfolgte auf freiwilliger Basis. Durch das Landesgesetz (Südtirol) Nr. 7 vom 20. März 1991 wurde die Umbenennung der Talgemeinschaften in Bezirksgemeinschaften festgelegt und diese gleichzeitig in den Status einer Körperschaft öffentlichen Rechts erhoben.
Aufgabe einer Südtiroler Bezirksgemeinschaft ist die Koordination der kulturellen, sozialen, wirtschaftlichen und ökologischen Entwicklung der Mitgliedsgemeinden. Darüber hinaus werden den Bezirksgemeinschaften viele Aufgaben des Landes (Provinz) oder der Gemeinden übertragen. Dazu zählen z. B. die Sozialdienste sowie viele Aufgaben im Umweltbereich.
Die Verwaltungsorgane einer Bezirksgemeinschaft sind:
- Bezirksrat: Seine Aufgabe ist die Genehmigung der Körperschaftsatzung, des Haushaltsplanes und der Abschlussrechnung. Gewählt wird der Bezirksrat von den Gemeinderäten entsprechend dem Sprachgruppenverhältnis (Proporz) des Bezirkes.
- Bezirksausschuss: Er führt die Beschlüsse des Bezirksrates durch und verwaltet das Vermögen und die finanziellen Mittel der Bezirksgemeinschaft.
- Bezirksvorsitzender: Er führt den Vorsitz im Bezirksrat und Bezirksausschuss und vertritt außerdem die Bezirksgemeinschaft nach außen.
- Rechnungsprüfer: Er ist Kontroll- und Leitungsorgan des Bezirksrates und wird von diesem gewählt.

Abgesehen von der Landeshauptstadt Bozen gehört jede Gemeinde einer Bezirksgemeinschaft an. Diese sind in der folgenden Tabelle aufgelistet.
| Bezirksgemeinschaft | Verwaltungssitz | Anzahl Gemeinden | Fläche [km²] | Einwohner (ca.) |
| ------------------- | --------------- | ---------------- | ------------ | --------------- |
| Burggrafenamt       | Meran           | 26               | 1101         | 100.000         |
| Eisacktal           | Brixen          | 13               | 624          | 50.000          |
| Pustertal           | Bruneck         | 26               | 2071         | 80.000          |
| Salten-Schlern      | Bozen           | 13               | 1037         | 50.000          |
| Überetsch-Unterland | Neumarkt        | 18               | 424          | 75.000          |
| Vinschgau           | Schlanders      | 13               | 1442         | 35.000          |
| Wipptal             | Sterzing        | 6                | 650          | 20.000          |

## Trentino

Die aufgelösten Bezirksgemeinschaften des Trentino

Im Trentino gab es bis zu deren Auflösung elf Bezirksgemeinschaften. Das Landesgesetz (Trentino) Nr. 3 vom 16. Juni 2006 leitete jedoch eine umfassende Gebietsreform innerhalb der Provinz Trient ein, auf deren Grundlage 15 neue Talgemeinschaften geschaffen wurden.